# Insigne e reale ordine di San Gennaro
L'Insigne e reale ordine di San Gennaro (o semplicemente Ordine di San Gennaro) è un ordine cavalleresco dinastico-statale dell'ex Regno delle Due Sicilie. Esso fu l'ultimo grande ordine dinastico di collare a essere costituito come cavalierato di fratria, con la limitazione d'ammissione ai soli cattolici e con diretta dipendenza dalla dinastia regnante dei Borbone delle Due Sicilie.

## Storia dell'ordine

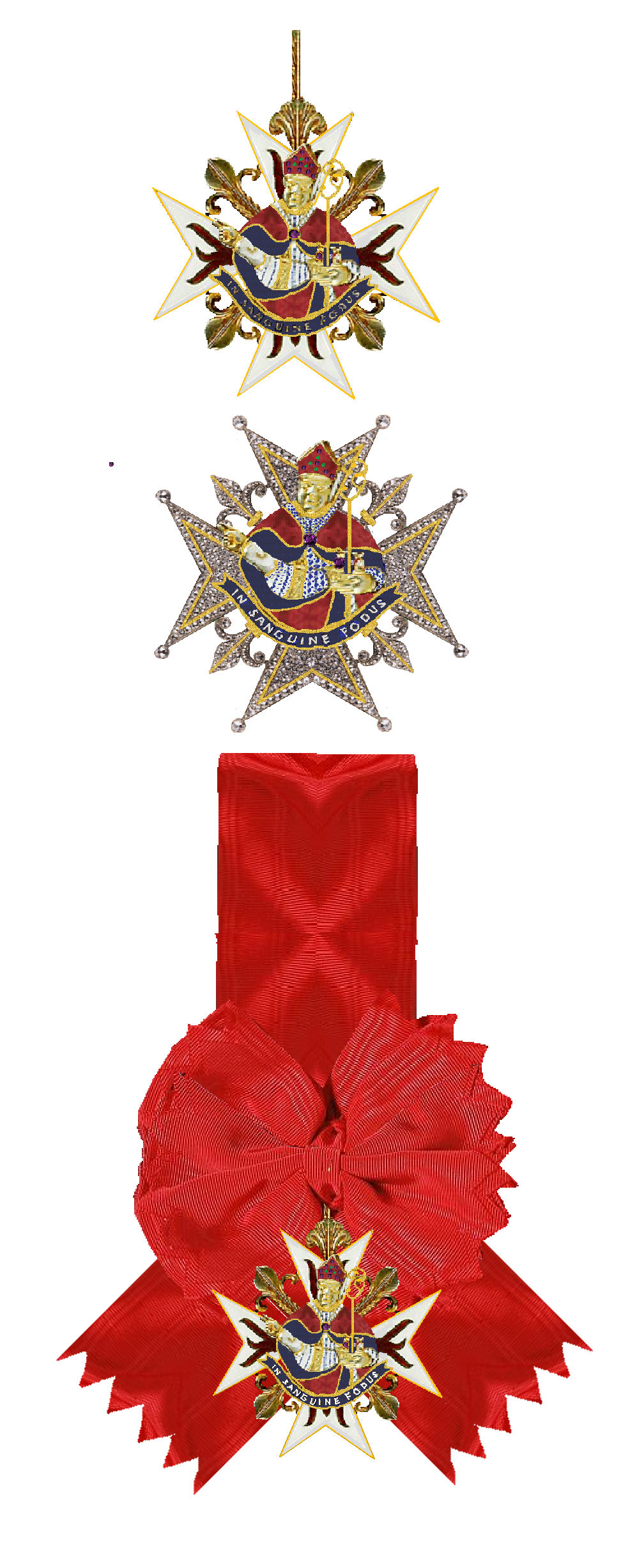
Fascia e insegne dell'Ordine

Il fondatore dell'ordine, Carlo VII di Napoli, che governò dal 1734 al 1759, fu il primo monarca dal 1502, regnante di questo regno, a risiedervi stabilmente. Come giovane re, Carlo venne considerevolmente influenzato dal padre, il re Filippo V di Spagna, che aveva dato prova di una capace, ma errata politica, non contribuendo a riportare la pace tra i due regni, ma ristabilendo semplicemente l'influenza spagnola sull'Italia.
La fondazione dell'ordine fu un processo che durò diversi anni, e il matrimonio tra il giovane re e la principessa Maria Amalia di Sassonia, divenne l'occasione giusta per inaugurarlo. Lo statuto e la fondazione dell'ordine vennero realizzati il 3 luglio 1738 e le prime consegne delle medaglie vennero effettuate dopo soli tre giorni.
Gli statuti prevedevano che i sessanta aderenti fossero nobili cattolici, (anche se in tempi successivi vi vennero ammessi anche nobili non cattolici, ma in casi eccezionali e l'ordine giunse a sorpassare i sessanta aderenti diverse volte).
Come ordine di collare (e quindi il più importante del Regno), esso venne inteso di rango eguale all'ordine del Toson d'oro, detenuto nel ramo spagnolo dal padre, e all'ordine dello Spirito Santo, retto dai cugini Borbone di Francia. A ogni modo, non di rado, i membri della casata dei Borbone-Napoli ottennero le onorificenze di tutti e tre gli ordini della real casa di Borbone. In segno di sottomissione, il re Carlo riservò al padre Filippo V il diritto di nominare annualmente sei cavalieri, rinvigorendo l'unione tra i domini della casa di Borbone.

## Un ordine "santo"
Il legame con la religione cattolica era molto sentito. I cavalieri, ad esempio, secondo l'articolo VII della costituzione dell'ordine, avevano l'obbligo di ritrovarsi periodicamente con gli altri membri, di rispettare l'inviolabilità della persona del gran maestro, di partecipare quotidianamente alla celebrazione eucaristica, di fare la comunione perlomeno a Pasqua e nella festa di san Gennaro, di partecipare alle celebrazioni in memoria dei cavalieri defunti e di non ingaggiare o accettare un duello ma di riferire la questione al gran maestro.
Papa Benedetto XIV, confermò la fondazione dell'ordine nella bolla papale del 30 maggio 1741, le cui provvisioni vennero leggermente modificate con una seconda bolla, datata al 26 luglio di quello stesso anno. Il carattere cristiano dell'ordine e l'autorità papale diedero a questa fondazione una protezione specifica, che ad esempio servì a proteggere l'istituzione dall'abolizione quando Vittorio Emanuele II di Savoia, nel 1860, conquistò il Regno delle Due Sicilie.

## Da Carlo III a Ferdinando
Carlo VII ereditò la corona spagnola alla morte del padre, divenendo monarca con il nome di Carlo III, il 10 agosto 1759. Secondo l'articolo II del trattato di Napoli del 3 ottobre di quello stesso anno, egli stabilì che Ferdinando, suo secondo figlio (il terzo in linea di nascita, dal momento che il primo dei figli di Carlo III era stato escluso dal trono in quanto sofferente di gravi disturbi mentali) venisse nominato re delle Due Sicilie. Il nuovo sovrano ricevette le corone di Napoli e Sicilia con il decreto pragmatico del 6 ottobre 1759. Questo fece sì che inoltre egli ereditasse l'ordine dal padre e di conseguenza che questo passasse ai suoi discendenti in linea diretta, i re delle Due Sicilie, appunto.
L'ordine continua tutt'oggi a essere conferito dai pretendenti al trono delle Due Sicilie, della casata dei Borbone di Napoli.
Lo Stato italiano ha riconosciuto l'autorizzazione a fregiarsi di tale onorificenza, nonostante che si tratti di un ordine cavalleresco dinastico-statuale collegato alla pretensione dinastica al trono delle Due Sicilie.

## Struttura dell'ordine
Originariamente, oltre alla figura del gran maestro, l'ordine constava dei seguenti ministri:
- cancelliere
- segretario
- tesoriere
- maestro delle cerimonie

Questi ruoli vennero limitati con un decreto del 17 agosto 1827, di modo che i discendenti di chi aveva già ricoperto questa carica, non potessero ricoprirla a loro volta.
Per antico privilegio ai cavalieri di gran croce dell'ordine era riservato il trattamento di "eccellenza".

## Insegne dell'ordine
|         |           |
| Collare | Cavaliere |

La medaglia dell'ordine veniva portata sospesa a una fascia rossa di circa un metro, che partiva dalla spalla destra e finiva sul fianco sinistro, ed è composta da croce maltese biforcata e puntata, smaltata di bianco con raggi di sole rossi e d'oro che si estendono lungo i bracci, circondati da quattro gigli dorati con al centro l'immagine di san Gennaro in abiti vescovili, uscente da una nuvola d'oro, reggente (secondo l'iconografia tradizionale) un pastorale e le ampolline conservate nel duomo di Napoli e contenenti il sangue del martire. La placca da petto è d'argento.
Il motto dell'Ordine è IN SANGUINE FOEDUS ("nel sangue, l'unione"), esplicito riferimento all'annuale miracolo che si compie in occasione della festa del santo, dove si liquefà il sangue contenuto nelle ampolline.
Il collare dell'ordine è composto di diciotto lacci d'oro che alternano otto gigli a un ornamento composto di due lettere “C” (per “Carlo”) caricata di trofei e foglie.

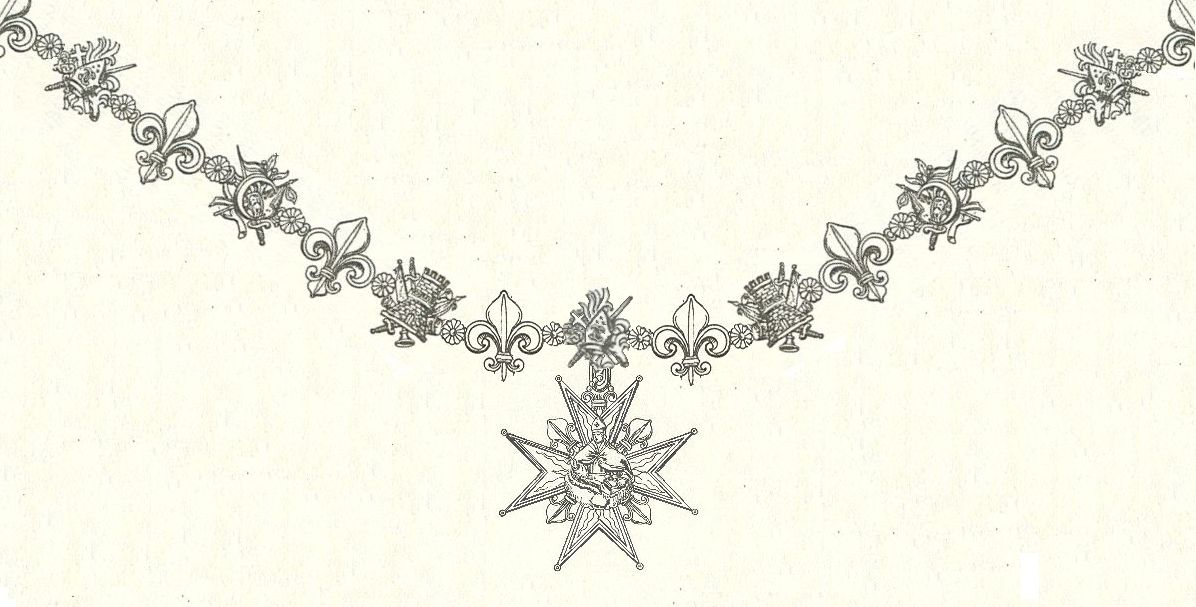
Collare dell'Ordine

## Membri illustri (oltre ai principi della real casa Borbone delle Due Sicilie)[4][5]

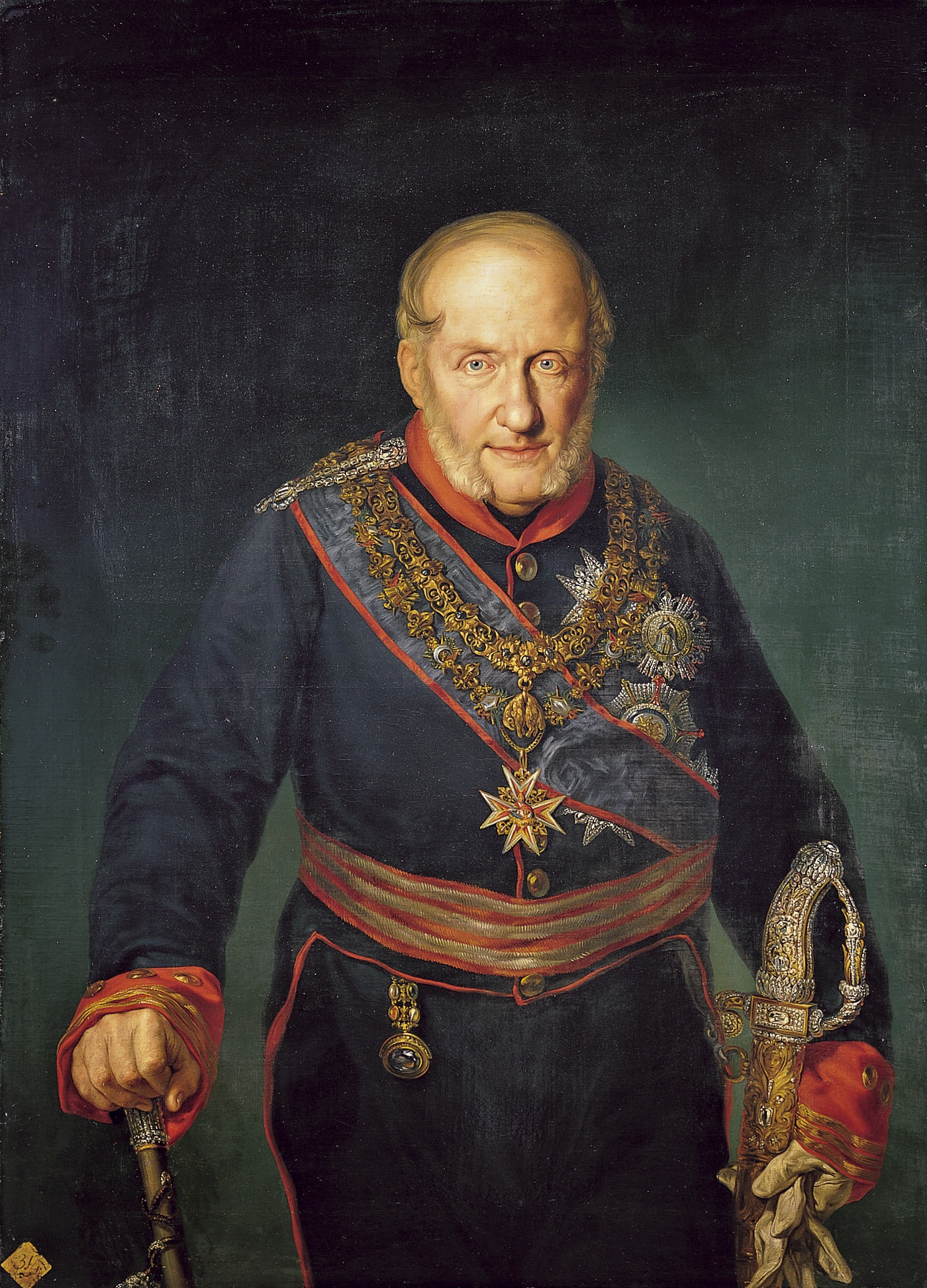
Francesco I delle Due Sicilie con il collare dell'ordine di San Gennaro

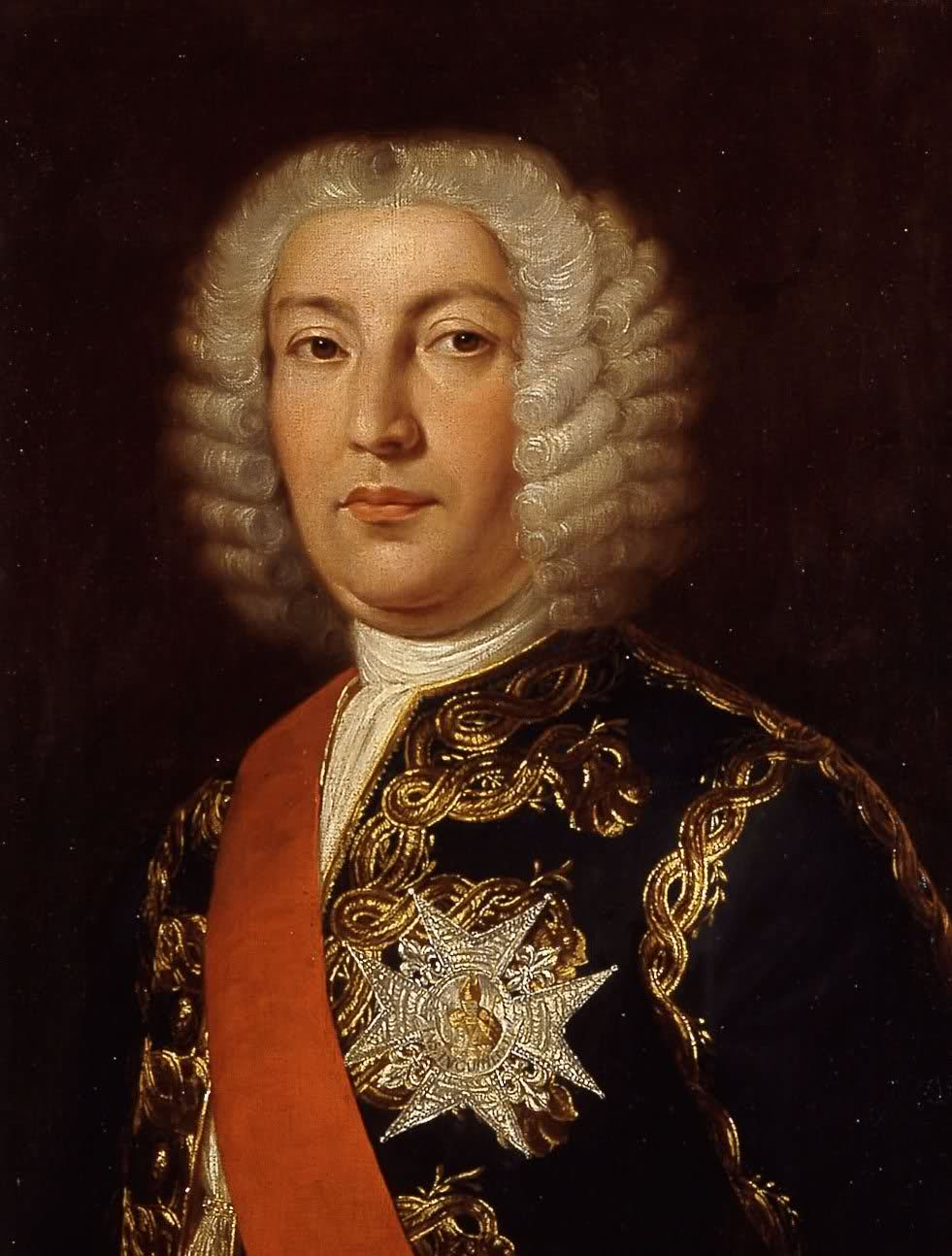
Ammiraglio Juan José Navarro con, sul petto, la medaglia dell'Insigne e reale ordine di San Gennaro

- Giovanni Maresca Donnorso di Serracapriola, militare, atleta e dirigente sportivo
- Gaetano I Boncompagni Ludovisi, principe di Piombino (1738)
- Pedro de Castro, Viceré della Nuova Spagna (1738)
- Raimondo di Sangro, principe di Sansevero, scienziato e inventore (1740)
- Michele Imperiali, principe di Francavilla (1747)
- Carlo IV di Spagna, re di Spagna, ricevuto quale infante delle Due Sicilie (28 novembre 1748)
- Juan José Navarro, ammiraglio della Real Armada Española (3 ottobre 1759)
- Giambattista Albertini, principe di Cimitile e presidente del Supremo Consiglio delle Finanze dei Regni di Napoli e Sicilia (1760)
- Bernardo Tanucci, segretario di Stato dei Regni di Napoli e di Sicilia (1764)
- Leopoldo de Gregorio, marchese di Squillace e ministro delle finanze del Regno di Spagna (1765)
- Manuel de Amat y Junient, viceré del Perù (1772)
- Salvatore Montaperto, duca di Santa Elisabetta (1773)
- Domenico Caracciolo, segretario di Stato dei Regni di Napoli e di Sicilia (1776)
- Francesco d'Aquino, viceré di Sicilia (1780)
- John Acton, segretario di Stato dei Regni di Napoli e di Sicilia (1780)
- Marzio Mastrilli, duca di Gallo e ministro degli esteri del Regno di Napoli e poi del Regno delle Due Sicilie (1790)
- Fabrizio Ruffo, cardinale e comandante dell'Esercito della Santa Fede (1797)
- Pietro Lanza, principe di Trabia (1812)
- Antonio Lucchese Palli, principe di Campofranco (nel 1812)
- Luigi de' Medici di Ottajano, presidente del Consiglio dei ministri del Regno delle Due Sicilie (1812)
- Carlo Guevara Suardo, duca di Bovino (1816)
- Antonio Statella, principe di Cassaro e presidente del Consiglio dei ministri del Regno delle Due Sicilie (1824)
- Girolamo Ruffo, presidente del Consiglio dei ministri del Regno delle Due Sicilie (1824)
- Pietrantonio Sanseverino, principe di Bisignano (1831)
- Pietro Valguarnera, principe di Valguarnera (1831)
- Nicola Maresca Donnorso, duca di Serracapriola e presidente del Consiglio dei ministri del Regno delle Due Sicilie (1831)
- Sebastiano Marulli, duca di Ascoli Satriano (1831)
- Carlo Filangieri, principe di Satriano e presidente del Consiglio dei ministri del Regno delle Due Sicilie (1831)
- Giuseppe Ceva Grimaldi Pisanelli, marchese di Pietracatella e presidente del Consiglio dei ministri del Regno delle Due Sicilie (1831)
- Francesco Saverio del Carretto, ministro della polizia del Regno delle Due Sicilie (1837)
- Trojano Spinelli, duca di Laurino (1843)
- Duca Riccardo di Sangro (1843)
- Giuseppe Caracciolo, VII principe di Torella (1849)
- Francesco Pinto, principe di Ischitella (1852)
- cardinale Sisto Riario Sforza (1854)
- Antonio Spinelli, principe di Scalea e presidente del Consiglio dei ministri del Regno delle Due Sicilie (1860)
- cardinale Renato Raffaele Martino (2012)

### Esteri

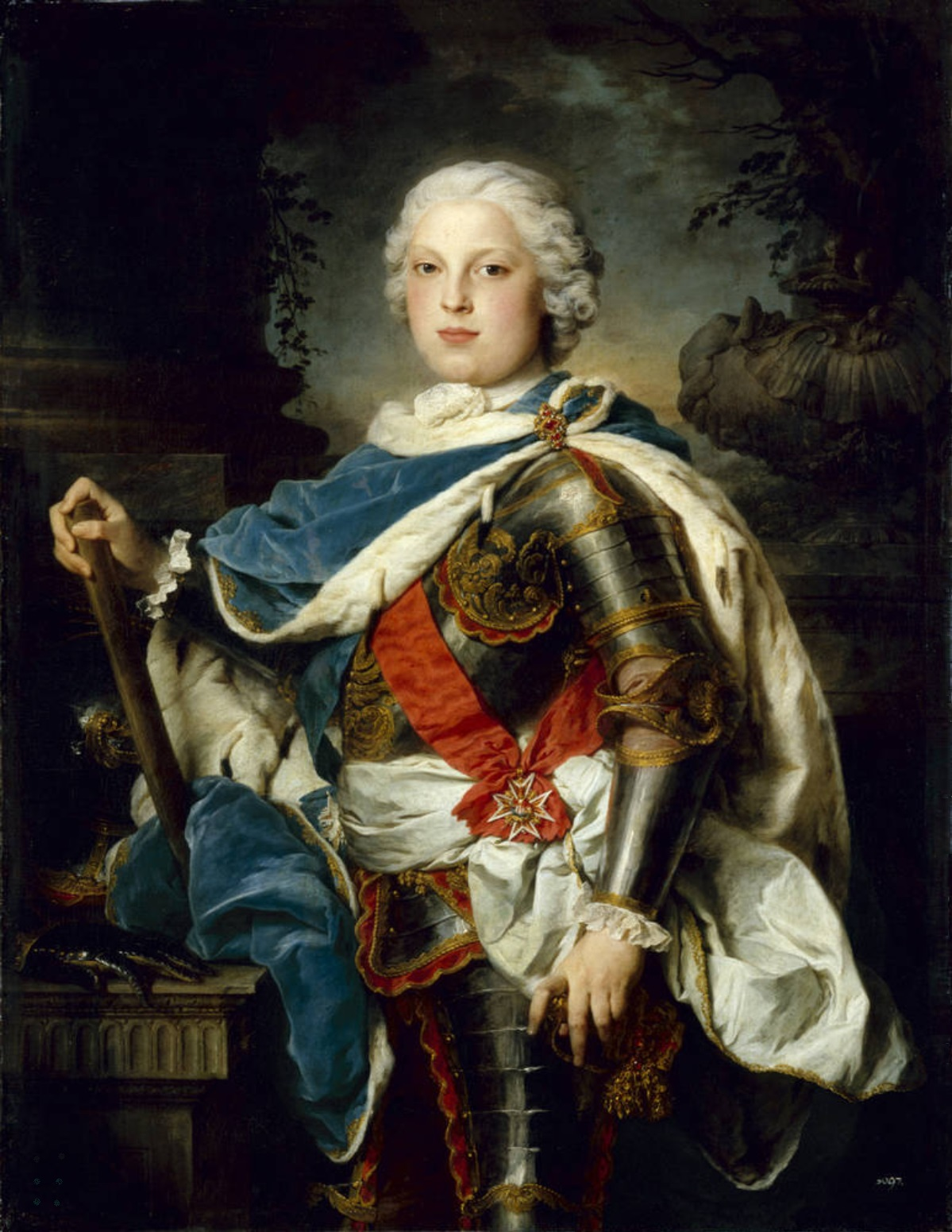
Federico Cristiano di Sassonia con la fascia e la placca dell'ordine di San Gennaro

- Eugenio I di Ligne, presidente del Senato belga
- Saturnino Calderón de la Barca y Collantes, politico spagnolo
- Andrzej Ciechanowiecki, storico e collezionista d'arte polacco
- Massimiliano I del Messico, imperatore del Messico
- Carlo d'Asburgo-Teschen, duca di Teschen e gran maestro dell'Ordine teutonico
- Leopoldo I del Belgio, re dei Belgi
- Karl Ludwig von Ficquelmont, primo ministro dell'Impero Austriaco
- Dmitrij Pavlovič Tatiščev, militare e politico russo
- Vasilij Vasil'evič Levašov, presidente del Consiglio dei ministri dell'Impero Russo
- Ermolao Asinari di San Marzano, ministro degli Esteri del Regno di Sardegna
- Jaime de Guzmán-Dávalos y Spínola, generale e capitano generale di Catalogna
- Gutierre de Hevia y Valdés, ammiraglio spagnolo
- Giorgio Andrea Agnès des Geneys, ammiraglio della Regia Marina del Regno di Sardegna
- Federico Cristiano di Sassonia, principe elettore di Sassonia (1738)
- Francesco Maria II Pico della Mirandola, duca di Mirandola e marchese di Concordia (1738)
- Filippo I di Parma, duca di Parma e Piacenza (3 luglio 1738)
- Zenón de Somodevilla y Bengoechea, primo ministro del Regno di Spagna (17 luglio 1744)
- Ferdinando I di Parma, duca di Parma e Piacenza (26 gennaio 1751)
- Carlo di Sassonia, duca di Curlandia (28 giugno 1753)
- Manuel de Amat y Junient, viceré del Perù e governatore reale del Cile (1772)
- Alessandro I di Russia, zar di Russia (1800)
- Konstantin Pavlovič Romanov, zar di Russia (1800)
- Ferdinando VII di Spagna, re di Spagna (1802)
- Francesco di Paola di Borbone-Spagna, infante di Spagna (1802)
- Manuel Godoy, primo ministro di Spagna (1802)
- Luigi d'Assia-Philippsthal, generale e langravio d'Assia-Philippsthal (1802)
- Stefano Manca di Tiesi, marchese di Villahermosa e Santa Croce (1807)
- Arthur Wellesley, I duca di Wellington e primo ministro del Regno Unito (1816)
- Charles-Maurice de Talleyrand-Périgord, duca di Dino, ministro degli affari esteri della Repubblica francese e primo ministro del Regno di Francia (1816)
- Klemens von Metternich, primo ministro dell'impero austriaco (1816)
- Carlo Felice di Savoia, re di Sardegna (1816)
- Giorgio IV del Regno Unito, re del Regno Unito (1816)
- Antonio di Sassonia, re di Sassonia (1819)
- Francesco II d'Asburgo-Lorena, Imperatore del Sacro Romano Impero e imperatore d'Austria (1821)
- Ferdinando III di Toscana, granduca di Toscana (1821)
- Carlo II di Parma, re d'Etruria e poi duca di Parma e Piacenza, ricevuto quale duca di Lucca (1824)
- Luigi XVIII di Francia, re di Francia (1824)
- Carlo X di Francia, re di Francia (1824)
- Luigi Filippo di Francia, re di Francia (1824)
- Luigi Antonio di Borbone-Francia, duca d'Angoulême e re titolare di Francia e Navarra (1824)
- Federico Guglielmo III di Prussia, re di Prussia (1825)
- Leopoldo II di Toscana, granduca di Toscana (1825)
- Nicola I di Russia, zar di Russia (1826)
- Cristiano VIII di Danimarca, re di Danimarca (1827)
- Carlo Alberto di Savoia, re di Sardegna (1829)
- Ludovico I di Baviera, re di Baviera (1829)
- Ferdinando I d'Austria, imperatore d'Austria e re d'Ungheria (1830)
- Federico Guglielmo IV di Prussia, re di Prussia (1832)
- Massimiliano II di Baviera, re di Baviera (1833)
- Emanuele Pes di Villamarina, primo segretario di Stato di guerra e marina di Regno di Sardegna (1833)
- Josef Ludwig von Armansperg, primo ministro del Regno di Grecia (1834)
- Augusto di Prussia, principe prussiano e generale (1834)
- Pietro II del Brasile, imperatore del Brasile (1842)
- Federico Augusto II di Sassonia, re di Sassonia (1843)
- Vladimir Fëdorovič Adlerberg, generale russo (1845)
- Carlo Maria Isidoro di Borbone-Spagna, pretendente carlista al trono di Spagna (1846)
- François Guizot, storico e primo ministro del Regno di Francia (1846)
- Aleksandr Michajlovič Gorčakov, ministro degli esteri e cancelliere dell'Impero russo (1845)
- Francesco d'Assisi di Borbone-Spagna, re consorte della regina di Spagna Isabella II (1846)
- Guglielmo I di Germania (già ricordato come principe Federico Guglielmo Luigi), poi imperatore tedesco e re di Prussia (1847)
- Francesco Giuseppe I d'Austria, imperatore d'Austria e re d'Ungheria (1848)
- Federico VII di Danimarca, re di Danimarca (1848)
- Francisco Martínez de la Rosa, presidente del Consiglio dei ministri del Regno di Spagna (1850)
- Alexandre Colonna Walewski, figlio naturale di Napoleone Bonaparte e politico francese (1851)
- Édouard Drouyn de Lhuys, ministro degli esteri della Francia (1852)
- Karl Ferdinand von Buol-Schauenstein, primo ministro dell'impero austriaco (1853)
- Carlo Salvatore d'Asburgo-Lorena, principe di Toscana (1857)
- Charles-Marie-Augustin de Goyon, militare francese (1860)
- Friedrich Ferdinand von Beust, primo ministro dell'impero austriaco (1860)
- Otto Theodor von Manteuffel, Ministro presidente della Prussia (1860)
- Umberto II di Savoia, re d'Italia[6]
- Ottone d'Asburgo-Lorena, capo della Casa d'Asburgo
- Giacomo Enrico di Borbone-Spagna, pretendente legittimista al trono di Francia (1960)[7]
- Juan Carlos I di Spagna, re di Spagna (19 febbraio 1960)
- Simeone II di Bulgaria, zar di Bulgaria e primo ministro della Bulgaria (30 marzo 1960)
- Duarte Pio di Braganza, duca di Braganza e pretendente al trono del Portogallo (2 ottobre 1990)
- Alessandro di Jugoslavia, principe della Corona di Jugoslavia (8 gennaio 1991)
- Alberto II di Monaco, principe di Monaco (7 novembre 2017)
- Giovanni d'Orléans, pretendente orléanista-unionista al trono di Francia (19 marzo 2019)
- John Timothy Dunlap, Gran maestro dell'Ordine di Malta (28 marzo 2023)